# Jahresnamen
Unter Jahresnamen versteht die Altorientalistik ein in altbabylonischer Zeit gebräuchliches System der Datierung. Dabei wurde ein Jahr nach einem herausragenden Ereignis des Vorjahres benannt. Vereinzelt konnte der Jahresname im Laufe eines Jahres, wenn es zu einem weiteren bedeutenden Ereignis kam, geändert werden. Dann hatte ein Jahr zwei Jahresnamen; so sind aus der 14-jährigen Herrschaft des Zimrī-Līm von Mari etwa 28 Jahresnamen überliefert.
Dieses Datierungssystem wurde in der Zeit von Enšakušana von Uruk bis zum Ende der altbabylonischen Zeit verwendet. Die Namen wurden dabei in der Regel in altbabylonischer und in sumerischer Sprache festgelegt. Im Zentrum der Jahresnamen stand meist der Herrscher.
Die Bezeichnung „Jahresnamen“ ist modern und hat kein antikes Äquivalent. Aus mariotischen Briefen ist jedoch bekannt, dass der Vorgang der Namensvergabe nīb šattim (Jahresbenennung) genannt wurde.